# 何升韬
何升韬（1937年8月—），男，汉族，湖南益阳人，中华人民共和国政治人物。曾任民革北京市委副主委。第八、九、十届全国政协委员。

## 家庭
父亲何宣。